# Verbandsgemeinde Annweiler am Trifels
Verbandsgemeinde Annweiler am Trifels é uma associação municipal da Alemanha, localizada no distrito de Südliche Weinstraße, no estado da Renânia-Palatinado.

## Composição
É composto pelas seguintes cidades e comunidades:
1. Albersweiler
2. Annweiler am Trifels (sede)
3. Dernbach
4. Eußerthal
5. Gossersweiler-Stein
6. Münchweiler am Klingbach
7. Ramberg
8. Rinnthal
9. Silz
10. Völkersweiler
11. Waldhambach
12. Waldrohrbach
13. Wernersberg

## Política
Esta é a ocupação dos partidos poliíticos:
|      | SPD | CDU | FDP | GRÜNE | LFW | FWG | Total       |
| 2009 | 10  | 11  | 2   | 3     | 2   | 4   | 32 Cadeiras |
| 2004 | 9   | 12  | 2   | 2     | -   | 7   | 32 Cadeiras |